# 科雷尔博物馆
科雷尔博物馆（義大利語：Museo Correr）位于意大利威尼斯圣马可广场南侧行政官邸大楼的上层，是由威尼斯博物馆基金会管理的11个博物馆之一。该博物馆拥有丰富多样的收藏，涵盖了威尼斯的艺术和历史。

## 外部連結
- 官方网站

45°26′02″N 12°20′15″E / 45.4339°N 12.3375°E